# Giacomo Bracci
Giacomo Bracci Nobile (Montepulciano, 1º gennaio 1826 – Orvieto, 1º ottobre 1906) è stato un patriota e politico italiano.

## Biografia
Originario di una famiglia con ascendenze nobiliari si diploma a Montepulciano e si laurea in giurisprudenza a Pisa. Allo scoppio dei moti del 1848 si arruola nel Battaglione universitario romano ma non prende parte all'azione a causa di avverse condizioni di salute. 
Nel 1859, allo scoppio della seconda guerra d'indipendenza si trova per lavoro a Parigi e riesce a rientrare in Italia solo dopo la firma dell'armistizio di Villafranca. Nel 1860 viene eletto sindaco di Orvieto e candidato per la prima volta deputato. Nello stesso anno viene eletto anche presidente del consiglio provinciale dell'Umbria, dove risulta più attivo rispetto al parlamento. Si occupa in particolare della prevenzione della pellagra, e promuove cucine economiche e premi da conferire a comuni o a privati che si fossero prodigati a migliorare le condizioni delle case coloniche. 
Nel 1896 si ritira a vita privata.